# Trachydactylus spatalurus
Trachydactylus spatalurus är en ödleart som beskrevs av  Anderson 1901. Trachydactylus spatalurus ingår i släktet Trachydactylus och familjen geckoödlor. Den tidigare underarten Trachydactylus hajarensis listas sedan 2015 som art.
Denna ödla förekommer i Jemen och i västra Oman. Den lever i låglandet och i kulliga regioner upp till 480 meter över havet. Exemplaren vistas i klippiga landskap med lite växtlighet. Honor lägger en eller två ägg per tillfälle. Honor med nästan färdiga ägg i kroppen hittades i maj. Den genomsnittliga temperaturen under natten är 21 °C.
Kanske överköras några exemplar när de korsar väger. Hela populationen anses vara stabil. IUCN kategoriserar arten globalt som livskraftig.

## Underarter
Arten delas in i följande underarter:
- T. s. spatalurus
- T. s. hajarensis